# Thạch Lặc
Thạch Lặc (chữ Hán: 石勒; 274 – 333) là vua khai quốc nước Hậu Triệu thời Ngũ Hồ thập lục quốc trong lịch sử Trung Quốc, người dân tộc Yết (một sắc dân nhỏ thuộc liên minh Hung Nô).

## Thân nô lệ
Thạch Lặc sinh ra trong một gia đình tộc Yết ở Vũ Hương thuộc Thượng Đảng. Cuối thời Tây Tấn có loạn bát vương, nhiều nơi bị đói kém. Do hoàn cảnh kinh tế, người Yết phải đi tha hương kiếm sống. Thạch Lặc tuổi trẻ có sức khoẻ, trong số những thanh niên đi tha hương.
Những người tộc Yết bị quan lại nhà Tấn xem là nô lệ bỏ trốn nên bị truy bắt. Ông cùng những người đồng hương phải bỏ trốn sự truy đuổi rất gian khổ. Giữa lúc nguy khốn, ông được một viên quan nhỏ nhà Tấn là Quách Kính có lòng tốt tiếp tế cho. Để trả ơn Quách Kính, ông hiến kế:
Hiện giờ nạn đói đang xảy ra, người Yết không có cách nào mưu sinh, vậy ngài có thể khuyên người Yết tới Ký châu sinh sống. Lúc đó ngài hãy chọn ra những người khoẻ mạnh, bán cho người địa phương đó làm nô lệ. Như vậy ngài sẽ kiếm được nhiều tiền, mà người tộc Yết cũng có chỗ mưu sinh
Quách Kính biết là kế hay, nhưng bản thân là quan chức quá nhỏ không thực hiện nổi việc đó.
Ít lâu sau, Tân Thái vương nhà Tấn là Tư Mã Đằng thi hành chính sách áp bức dân ngoại tộc quy mô lớn, bắt những thanh niên khoẻ mạnh tộc Yết ở Tinh châu, cứ 2 người đóng chung 1 gông áp giải đến Ký châu bán làm nô lệ. Thạch Lặc cũng rơi vào trong số đó.
Ông bị bán cho một hộ nông nô ở Trị Bình thuộc Ký châu. Chủ nhà thấy Thạch Lặc tướng mạo khác thường, dũng cảm khoẻ mạnh, có khả năng hiệu triệu các nô lệ khác, sợ ông sẽ cầm đầu gây hấn, nên thả ông ra.
Do giỏi nghề chọn ngựa, ông được viên tướng địa phương là Cấp Tân thuê trông giữ đàn ngựa cho mình.

## Tướng thời loạn

### Trả thù Tư Mã Đằng
Loạn bát vương tràn đến Ký châu, Thạch Lặc tập hợp 18 đồng đảng đi làm cướp, còn Cấp Tân làm chủ đứng ra phân chia của lấy được.
Cấp Tân vốn là thủ hạ của Công Sư Phiên - một bộ tướng của hoàng thân Tư Mã Dĩnh, một người tham chiến trong loạn bát vương. Năm 306, Tư Mã Dĩnh chết, Công Sư Phiên lại khởi binh báo thù cho chủ, Cấp Tân và Thạch Lặc hưởng ứng. Phiên chết, Cấp Tân và Thạch Lặc vẫn không chịu bãi binh, mang quân đánh chiếm Nghiệp thành, giết Tân Thái vương Tư Mã Đằng.
Tư Mã Việt cầm quyền ở Lạc Dương sai Tuân Hi mang quân đánh chiếm lại được Nghiệp thành. Thạch Lặc thua chạy về hàng vua Hán Triệu là Lưu Uyên.

### Lừa giết Vương Di
Lưu Uyên vốn là thủ lĩnh người Hung Nô, nhân loạn bát vương đã khởi binh chống nhà Tấn, lập ra nước Hán Triệu từ năm 304.
Lưu Uyên trọng dụng Thạch Lặc, cho cầm một cánh quân độc lập tác chiến đi đánh Tây Tấn. Năm 309, Thạch Lặc làm An Đông tướng quân, trong tay có 10 vạn quân, hoạt động ở vùng Cự Lộc, Thường Sơn. Ông thu dụng các nhân sĩ người Hán, dùng Trương Tân làm mưu sĩ.
Năm 310, Lưu Uyên chết, con là Lưu Thông lên ngôi. Năm 311, Thạch Lặc được lệnh của Lưu Thông cùng Vương Di đi đánh Lạc Dương. Quân Hán thắng lớn, hạ được kinh đô nhà Tấn, bắt Tấn Hoài Đế mang về Bình Dương. Sau đó hai tướng lại được lệnh đi đánh các thành phía đông nhà Tấn. Sau khi cùng tạo dựng được căn cứ lãnh địa riêng, ông và Vương Di bất hoà, muốn thanh trừng lẫn nhau.
Lúc mãnh tướng của Di là Tào Nghi đi đánh Thanh châu, đang giằng co với thứ sử Tuân Hi (nhà Tấn), Vương Di lực lượng yếu ớt không đánh nổi quân Tấn dưới quyền Lưu Thụy. Di phải cầu cứu Thạch Lặc. Ông định mặc cho Vương Di nguy khốn, nhưng Trương Tân khuyên rằng nên nhân đó diệt cả hai. Thạch Lặc bèn mang quân đến đánh bại và giết Lưu Thuỵ.
Sau đó ông mời Vương Di đến gặp mặt uống rượu. Di vốn được cứu nên ngỡ là Thạch Lặc có lòng tốt nên đến hội ngộ với Thạch Lặc. Khi Di đến nơi liền bị ông bắt trói lại và giết luôn. Ông dâng thư lên vua Hán Triệu là Lưu Thông, nói Di mưu phản nên phải giết đi. Lưu Thông nghe tâu báo, biết ông tự ý giết Di nhưng không thể chế ngự được nên đành bỏ qua không hỏi đến.
Thạch Lặc từ đó làm chủ Thanh Châu và Thường Sơn.

### Lừa giết Vương Tuấn
Trong khi Lưu Thông tập trung tấn công Trường An để tiêu diệt lực lượng nhà Tấn còn thoi thóp của Tấn Mẫn Đế, Thạch Lặc phải đương đầu với hai tướng nhà Tấn hùng cứ ở phía bắc là Vương Tuấn ở U châu - Ký châu và Lưu Côn ở Tinh châu.
Năm 312, Thạch Lặc ly khai vua mới của Hán Triệu là Lưu Thông, chiếm giữ Tương Quốc, giáp ranh và trở thành đối địch với Vương Tuấn. Tháng 12 năm đó, Vương Tuấn sai con Đoàn Vụ Vật Trần là Đoàn Tật Lục Quyến cùng các anh em họ Đoàn mang 5 vạn quân đánh Tương Quốc. Quân họ Đoàn mạnh mẽ, mấy lần đánh bại Thạch Lặc. Thạch Lặc dùng kế của mưu sĩ Trương Tân, giả yếu ớt rút vào thành. Quân họ Đoàn vây lâu ngày trễ nải, không đề phòng. Thạch Lặc bèn mang quân ra đánh úp, phá tan, bắt sống được Đoàn Mạt Phôi.
Thạch Lặc nhân đó bèn dùng Mạt Phôi để đàm phán với Đoàn Tật Lục Quyến. Ông ra điêu kiện thả Mạt Phôi nếu Lục Quyến không hợp tác với Vương Tuấn. Kết quả Lục Quyến bằng lòng giảng hoà với Thạch Lặc, không giúp Vương Tuấn nữa.
Vương Tuấn không còn sự trợ giúp của họ Đoàn, thế lực yếu đi, nhưng vẫn tin theo sấm truyền cho rằng mình sẽ làm hoàng đế. Theo kế của Trương Tân, Thạch Lặc vẫn phỉnh nịnh Vương Tuấn. Tháng 12 năm 313, ông sai người mang nhiều châu báu tới dâng Vương Tuấn, tự xưng là "Tiểu Hồ", xin hàng dưới trướng và suy tôn Tuấn làm vua. Vương Tuấn không hề nghi ngờ gì.
Tháng 2 năm 314, Thạch Lặc ra quân đánh U châu, tháng 3 đi tới Dịch Thủy. Tướng ở Dịch Thủy phi báo cho Vương Tuấn, xin chuẩn bị nghênh chiến. Nhưng Vương Tuấn vẫn đinh ninh Lặc trung thành với mình nên ra lệnh trong quân không được cản đường Thạch Lặc.
Sáng ngày 3 tháng 3, quân Thạch Lặc đến dưới thành gọi mở cửa. Cửa mở, quân họ Thạch ùa vào ra sức đánh giết. Thạch Lặc tiến thẳng lên phủ, Vương Tuấn khi đó mới biết là bị lừa thì đã bị bắt. Thạch Lặc mang Tuấn về Tương Quốc chém đầu.

## Xưng hiệu
Lưu Thông tuy hạ được Trường An, bắt vua Mẫn Đế diệt nhà Tây Tấn (316) nhưng nội bộ cũng bắt đầu suy yếu do ham hưởng lạc. Năm 318, Thông chết, con là Xán lên thay. Ngoại thích Cận Chuẩn (cha vợ Lưu Thông) nắm quyền hành. Không lâu sau Hán có loạn. Cận Chuẩn giết Lưu Xán. Con nuôi Lưu Uyên là Lưu Diệu lấy danh nghĩa khôi phục nhà Hán, mang quân đánh về Bình Dương. Trước sự uy hiếp của Lưu Diệu, thủ hạ của Chuẩn giết Chuẩn rồi bị lập con Chuẩn là Cận Minh và chịu quy phục Lưu Diệu.
Dẹp xong loạn, năm 319, Diệu lên ngôi, đổi quốc hiệu từ Hán sang Triệu, nhưng đồng thời cũng phong cho Thạch Lặc làm Triệu công.
Tháng 11 năm 319, Thạch Lặc ly khai khỏi Tiền Triệu của Lưu Diệu, tự xưng là Triệu Vương, Đại Thiền Vu. Từ lúc đó ông chính thức lập ra nước Hậu Triệu.

## Xây dựng quốc gia
Thạch Lặc học tập tri thức lịch sử và kinh nghiệm thống trị của người Hán. Về chính trị dựa vào người Yết và những dân tộc thiểu số khác để bảo vệ lợi ích cho mình, đối với tộc Hán cũng tìm mọi cách lợi dụng, do đó ông được một số địa chủ tộc Hán ủng hộ. Thạch Lặc dùng sĩ tộc đại phu người Hán là Trương Tân trông coi việc triều chính, xây dựng chế độ cửu phẩm trung chính, xây dựng trường học, nghiêm cấm người Hồ khinh thường làm nhục sĩ tộc người Hán, đề cao Phật giáo.
Tuy trọng dụng người Hán, ông cũng có những sự kiềm chế quyền hạn nhất định. Người Hán chỉ được làm quan nhỏ hoặc chức vụ tham mưu mà không được giao những trọng trách lớn, có quyền quyết định độc lập.
Thạch Lặc tuy xuất thân có văn hoá kém, không biết chữ nhưng rất coi trọng việc giáo dục. Ông trọng dụng nhiều nhân sĩ người Hán, dùng các nho sinh giảng bài đọc sách cho mình. Trong triều định, ông cấm không được nói tiếng người Hồ. Bên ngoài, Thạch Lặc khuyến khích học tập, thưởng lụa cho người học giỏi.
Thạch Lặc khuyến khích việc đồng áng, bỏ bớt luật phức tạp và nghiêm khắc của nhà Tấn, ban luật giản đơn hơn. Để phát triển sinh sản nông nghiệp, ông nỗ lực sai quan viên tuần hành khắp quận huyện, kiểm tra hộ tịch, đốc thúc nông tang, kêu gọi lưu dân quay về, tha tội tù nhân nhẹ để tham gia sản xuất. Kết quả đã đẩy mạnh sinh sản nông nghiệp và khôi phục phát triển.
Nhiều quan lại thanh liêm, đức độ được Thạch Lặc trọng dụng và do đó thu phục được lòng dân. Nước Hậu Triệu trở nên giàu mạnh.

## Mở rộng lãnh thổ
Tình hình phương bắc sau khi Thạch Lặc và Lưu Diệu lên ngôi vẫn rất rối ren. Ngoài hai nước Triệu còn có Tào Nghi ở Tề - Lỗ, Nam Dương Vương Tư Mã Bảo nhà Tấn ở Thượng Khuê, Trương Mậu nước Tiền Lương phía Tây của Tiền Triệu; Dương Nan Địch ở Vũ Đô. Khi Thạch Lặc giết Vương Tuấn và rút về Tương Quốc thì Đoàn Thất Đạn chiếm U châu, tướng Thiều Tục nhà Tấn chiếm giữ Ký châu chống Ngũ Hồ.
Năm 319, Thạch Lặc sai Khổng Tràng mang quân đánh họ Đoàn. Thất Đạn thua chạy sang Ký châu với Thiều Tục. Năm 320, Thạch Lặc tấn công Ký châu, chia quân cho Thạch Hổ tấn công thành Khánh Thứ. Quân Thiều - Đoàn chia nhau ra địch bị thua to, phải rút vào thành cố thủ.
Năm 321, Thạch Hổ hạ thành Khánh Thứ, bắt sống mãnh tướng Đoàn Văn Ương. Ký châu nguy cấp. Đoàn Thất Đạn định phá vây chạy sang hàng Đông Tấn nhưng em Thiều Tục là Thiều Lệ muốn hàng Hậu Triệu nên bắt Thất Đạn, mở cửa thành đầu hàng. Thạch Lặc vào thành giết chết anh em Thiều Tục và Đoàn Thất Đạn. Từ lúc đó các châu U, Tinh, Ký phía bắc mới hoàn toàn thuộc về Hậu Triệu.
Sau khi Tổ Địch chết (321), Hậu Triệu cũng không còn phải đương đầu với lực lượng bắc phạt mạnh của Đông Tấn. Năm 322, Thạch Lặc ra quân đánh hạ quận Thái Sơn (Sơn Đông), thứ sử Duyện châu của Đông Tấn là Hy Giám rút về Hợp Phì; em Tổ Địch là Tổ Uớc ở Dự châu cũng bỏ thành chạy về Thọ Xuân.
Năm 323, Thạch Lặc tấn công Bành Thành, Hạ Phì. Thứ sử Từ châu nhà Tấn là Biện Đôn bỏ chạy về Vu Thai. Tới năm 325, Hậu Triệu chiếm nốt các thành trì phía bắc sông Hoài của nhà Tấn. Từ đó Hậu Triệu và Đông Tấn lấy sông Hoài làm ranh giới.
Ở phía đông, ông sai Thạch Hổ đánh Tào Nghi. Năm 323, Thạch Hổ vây đánh Tào Nghi ở Quảng Cố. Tào Nghi không chống nổi phải đầu hàng, nhưng vẫn bị giết.
Cả vùng rộng lớn phía đông, từ Hoài bắc trở lên thuộc về Hậu Triệu; chỉ còn họ Mộ Dung người Tiên Ty ở Liêu Đông và tàn dư họ Đoàn, họ Vũ Văn ở phía đông Liêu Đông.
Trong khi đó, Lưu Diệu cũng mang quân chinh phạt các thế lực cát cứ phía tây. Năm 328, chiến tranh giữa hai nước Triệu chính thức nổ ra. Thạch Lặc sai Thạch Hổ mang quân tấn công Bồ Bản. Lưu Diệu tự mang quân đi đánh, đại phá quân Hậu Triệu ở Cao Hầu.
Nhân đà thắng, Diệu mang quân tấn công Lạc Dương của Hậu Triệu. Thạch Lặc đích thân đi cứu, qua bến Diên Tân tới cửa Thành Cao, tập kết toàn quân. Lưu Diệu vây đánh Lạc Dương 4 tháng không hạ được đã mệt mỏi, lại hay rượu nên lúc quân Hậu Triệu tấn công, Lưu Diệu không chống nổi, bị ngã ngựa và bị bắt. Thạch Lặc giết chết Diệu.
Năm 329, Thạch Lặc sai Thạch Sinh tấn công chiếm được Trường An. Tháng 9 năm đó quân Hậu Triệu hạ thành cuối cùng của Tiền Triệu là Thượng Khuê, chính thức tiêu diệt Tiền Triệu.
Sau khi diệt được Tiền Triệu, Hậu Triệu làm chủ hầu hết phương bắc. Khi đó ngoài họ Mộ Dung ở Liêu Đông, Tiền Lương của họ Trương và nước Cửu Trì của họ Dương ở cực tây, tất cả trung nguyên đã nằm trong quyền kiểm soát của Hậu Triệu.
Năm 330, Thạch Lặc xưng làm hoàng đế, tức là Hậu Triệu Minh Đế.
Năm 333, ông bị bệnh mất. Thạch Lặc ở ngôi 15 năm, thọ 60 tuổi. Quyền hành trong triều rơi vào tay người em họ là Thạch Hổ.

## Câu nói nổi tiếng
- Nếu ta gặp Hán Cao Tổ thì sẽ cúi đầu xưng thần, cùng những người như Hàn Tín, Bành Việt cùng góp sức cho sự nghiệp nhà Hán; nhưng nếu gặp Hán Quang Vũ Đế thì có thể cùng ông ta ruổi ngựa ở trung nguyên tranh đoạt thiên hạ, chưa biết con hươu[11] sẽ về tay ai